# Lista de obras de arte na Linha 3 do Metrô de São Paulo

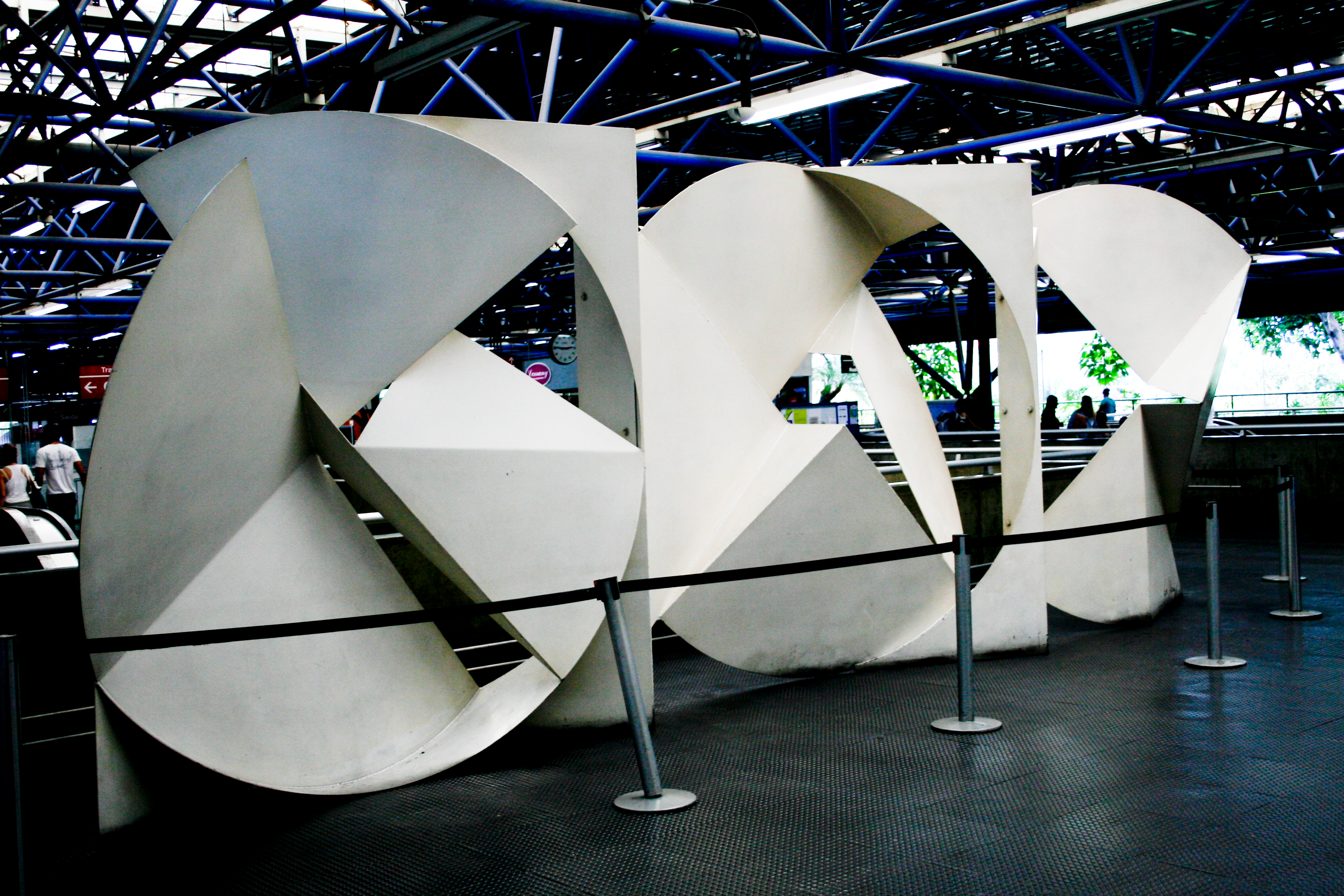
A Roda, autoria de Emanoel Araújo na Estação Palmeiras/Barra Funda

Lista de obras de arte instaladas na Linha 3 do Metrô de São Paulo também conhecida como Linha Vermelha, que fazem parte do Acervo da Companhia do Metropolitano de São Paulo - Metrô, chamada Arte no Metrô. 
O Metrô de São Paulo mantem um programa de visitação monitorada conhecido como Museu Subterrâneo – Levando cultura, transportando emoções, com quatro roteiros distintos e saídas das estações: Ana Rosa, República e Sé. As visitas ocorrem aos finais de semana mediante inscrição, com datas e horários previamente divulgados. 

## Lista de obras
| Imagem | Título                                                   | Artista                     | Ano de criação | Gênero     | Material | Dimensões                                                         | Estação e Localização                                                                    |
| ------ | -------------------------------------------------------- | --------------------------- | -------------- | ---------- | --- | ----------------------------------------------------------------- | ---------------------------------------------------------------------------------------- |
|        | Meditação Labiríntica                                    | Valdir Sarubbi              | 1990           | Painel     | Acrílica sobre tela e madeira | 3 m x 4 m                                                         | Estação Palmeiras/Barra Funda (plataforma)                                               |
|        | Os Senhores do Movimento                                 | José Roberto Aguilar        | 1990           | Painel     | Acrílica sobre tela | 3,5 m x 8 m                                                       | Estação Palmeiras/Barra Funda (plataforma)                                               |
|        | Movimento                                                | Claudio Tozzi               | 1990           | Painel     | Acrílica sobre tela | 3,5 m x 8 m                                                       | Estação Palmeiras/Barra Funda (plataforma)                                               |
|        | A Roda                                                   | Emanoel Araújo              | 1990           | Escultura  | Aço carbono | 3 m x 9 m x 0,8 m                                                 | Estação Palmeiras/Barra Funda (mezanino)                                                 |
|        | Aspectos das Populações Brasileiras (Painel 1)           | Gontran Guanaes Netto       | 1989           | Painel     | Óleo sobre compensado naval | 4 m x 16 m                                                        | Estação Marechal Deodoro (jardim externo, em frente ao acesso sul)                       |
|        | Aspectos das Populações Brasileiras (Painel 2)           | Gontran Guanaes Netto       | 1989           | Painel     | Óleo sobre compensado naval | 4 m x 10 m                                                        | Estação Marechal Deodoro (jardim externo, em frente ao acesso sul)                       |
|        | Aspectos das Populações Brasileiras (Painel 3)           | Gontran Guanaes Netto       | 1990           | Painel     | Óleo sobre compensado naval | 4 m x 10 m                                                        | Estação Marechal Deodoro (jardim externo, em frente ao mezanino)                         |
|        | Declaração dos Direitos do Homem e do Cidadão (Painel 4) | Gontran Guanaes Netto       | 1989           | Painel     | Óleo sobre compensado naval | 2 m x 16 m                                                        | Estação Marechal Deodoro (acesso à plataforma)                                           |
|        | Traços das Populações Brasileiras (Painel 5)             | Gontran Guanaes Netto       | 1989           | Painel     | Óleo sobre compensado naval | 2 m x 2 m                                                         | Estação Marechal Deodoro (plataforma)                                                    |
|        | Marianne (Painel 6)                                      | Gontran Guanaes Netto       | 1989           | Painel     | Óleo sobre compensado naval | 2 m x 2 m                                                         | Estação Marechal Deodoro (plataforma sentido Barra Funda)                                |
|        | Marianne (Painel 7)                                      | Gontran Guanaes Netto       | 1989           | Painel     | Óleo sobre compensado naval | 2 m x 2 m                                                         | Estação Marechal Deodoro (plataforma sentido Barra Funda)                                |
|        | Estudo de Homem nº- 1                                    | José Guerra                 | 1989           | Escultura  | Concreto - molde perdido | 1 m (de altura)                                                   | Estação Santa Cecília (mezanino)                                                         |
|        | Estudo de Mulher nº- 1                                   | José Guerra                 | 1989           | Escultura  | Concreto - molde perdido | 1,2 m (de altura)                                                 | Estação Santa Cecília (mezanino)                                                         |
|        | Trilho, Ritmo e Vibração                                 | Caciporé Torres             | 1991           | Escultura  | Aço, pó de mármore e cimento branco | 2 m x 12 m                                                        | Estação Santa Cecília (jardim interno)                                                   |
|        | Século XXI - Resíduos e Vestígios – Vitrine / Cápsulas   | Bené Fonteles               | 1991           | Instalação | Vitrine com elementos naturais e artesanais, tais como seixos rolados, corais marinhos, cocho de madeira, hastes de madeira e cerâmicas | 1,2 m x 4,5 m x 2 m                                               | Estação República (2º subsolo)                                                           |
|        | Século XXI – Resíduos e Vestígios – Luz da Matéria       | Xico Chaves                 | 1991           | Mural      | Pintura e aplicação de materiais diversos sobre fibra de vidro e sobre concreto                                                         | 4 colunas com 4 faces                                             | Estação República (2º subsolo)                                                           |
|        | Século XXI - Resíduos e Vestígios (1)                    | Luiz Hermano                | 1991           | Instalação | Estrutura em ferro soldado, vergalhões e tela de ferro                                                                                  | 12,2 m x 5,6 m                                                    | Estação República (mezanino de integração entre as linhas 3 e 4)                         |
|        | Século XXI - Resíduos e Vestígios (2)                    | Luiz Hermano                | 1991           | Instalação | Estrutura em ferro soldado, vergalhões e tela de ferro                                                                                  | 12,2 m x 3 m                                                      | Estação República (mezanino)                                                             |
|        | Século XXI – Grande Cocar                                | Roberto Mícoli              | 1991           | Técnica    | Mista (alumínio, fibra de vidro, madeira, tinta e resina acrílica)                                                                      | 25 m x 2 m                                                        | Estação República (teto do 2º subsolo, integração Linha 4)                               |
|        | Momento Antropofágico com Oswald de Andrade              | Antonio Peticov             | 1990           | Instalação | Mista (azulejo, ladrilho, madeira, aço e vinil)                                                                                         | 3 m x 16,5 m                                                      | Estação República (mezanino, passagem sob a Av. Ipiranga)                                |
|        | In Vitro (1)                                             | Mário Fraga                 | 2002           | Instalação | Pintura sobre polivinil butiral, vidro laminado e espelho                                                                               | 42 vitrais de 3,2 m x 1,2 m x 3 cm e 19 espelhos de 3,2 m x 1,2 m | Estação Anhangabaú (jardim interno da plataforma central - sentido Barra Funda)          |
|        | In Vitro (2)                                             | Mário Fraga                 | 2002           | Instalação | Pintura sobre polivinil butiral, vidro laminado e espelho                                                                               | 42 vitrais de 3,2 m x 1,2 m x 3 cm e 19 espelhos de 3,2 m x 1,2 m | Estação Anhangabaú (jardim interno da plataforma central - sentido Corinthians/Itaquera) |
|        | Colcha de Retalhos                                       | Cláudio Tozzi               | 1979           | Mural      | Mosaico em pastilha de vidro fundido | 3 m x 10,5 m                                                      | Estação Sé (acesso norte - Catedral da Sé)                                               |
|        | Sem Título                                               | Renina Katz                 | 1978           | Mural      | Acrílica sobre concreto | 55 módulos de 2,7 m x 0,6 m                                       | Estação Sé (acesso sul - Praça Clóvis Bevilacqua)                                        |
|        | Garatuja                                                 | Marcello Nitsche            | 1978           | Escultura  | Chapas de ferro com zinco e placas de aço vincadas, pintadas com tinta poliuretana                                                      | 3,35 m x 3,83 m x 4,44 m                                          | Estação Sé (jardim, em frente à linha de bloqueio)                                       |
|        | Sem Título                                               | Alfredo Ceschiatti          | 1978           | Escultura  | Bronze | 1,27 m x 3,05 m x 1 m                                             | Estação Sé (mezanino central)                                                            |
|        | Como Sempre Esteve, o Amanhã Está em Nossas Mãos         | Mário Gruber Correia        | 1979–1987      | Mural      | Acrílica e vinílica sobre concreto | 4,5 m x 11 m                                                      | Estação Sé (plataforma central)                                                          |
|        | Fiesta                                                   | Waldemar Zaidler            | 1986           | Mural      | Acrílica sobre madeira | 3,2 m x 10 m                                                      | Estação Sé (plataforma sentido Corinthians/Itaquera)                                     |
|        | Figuras Entrelaçadas                                     | Antônio Cordeiro            | 1990           | Escultura  | Cerâmica de alta temperatura | 1,72 m x 0,65 m x 0,4 m                                           | Estação Pedro II (mezanino)                                                              |
|        | Solaris                                                  | Eliana Zaroni Lindenberg    | 1996           | Escultura  | Mista (ferro, espuma de poliuretano, óxido de ferro)                                                                                    | 1,23 x 0,99 m x 6 m                                               | Estação Pedro II (mezanino)                                                              |
|        | Caleidoscópio                                            | Amélia Toledo               | 1999           | Instalação | Aço inoxidável, verniz poliuretano e corantes                                                                                           | 25 peças de 2,1 m x 1,25 m x 0,4 m                                | Estação Brás (mezanino)                                                                  |
|        | Tribuna Livre da Criança                                 | Diversos / Criação Coletiva | 1991           | Mural      | Pintura sobre cerâmica | 2,5 m x 9,2 m                                                     | Estação Brás (praça externa da estação)                                                  |
|        | Inter-relação entre o Campo e a Cidade                   | Aldemir Martin              | 1993           | Mural      | Cerâmica vitrificada e pintada, de alta temperatura                                                                                     | 2,9 m x 24,8 m                                                    | Estação Tatuapé (mezanino)                                                               |
|        | A Catedral do Povo (Panel 1)                             | Gontran Guanaes Netto       | 1990           | Painel     | Óleo sobre compensado naval | 2 m x 13 m                                                        | Estação Corinthians-Itaquera                                                             |
|        | A Catedral do Povo (Panel 2)                             | Gontran Guanaes Netto       | 1990           | Painel     | Óleo sobre compensado naval | 2 m x 13 m                                                        | Estação Corinthians-Itaquera                                                             |
|        | A Catedral do Povo (Panel 3)                             | Gontran Guanaes Netto       | 1990           | Painel     | Óleo sobre compensado naval | 2,3 x 12,3 m                                                      | Estação Corinthians-Itaquera                                                             |
|        | A Catedral do Povo (Panel 4)                             | Gontran Guanaes Netto       | 1990           | Painel     | Óleo sobre compensado naval | 2 m x 13 m                                                        | Estação Corinthians-Itaquera                                                             |
|        | A Catedral do Povo (Panel 5)                             | Gontran Guanaes Netto       | 1990           | Painel     | Óleo sobre compensado naval | 2 m x 13 m                                                        | Estação Corinthians-Itaquera                                                             |
|        | A Catedral do Povo (Panel 6)                             | Gontran Guanaes Netto       | 1990           | Painel     | Óleo sobre compensado naval | 2 m x 12 m                                                        | Estação Corinthians-Itaquera                                                             |
|        | A Catedral do Povo (Panel 7)                             | Gontran Guanaes Netto       | 1990           | Painel     | Óleo sobre compensado naval | 2 m x 13 m                                                        | Estação Corinthians-Itaquera                                                             |
|        | A Catedral do Povo (Panel 8)                             | Gontran Guanaes Netto       | 1990           | Painel     | Óleo sobre compensado naval | 2,3 m x 12,4 m                                                    | Estação Corinthians-Itaquera                                                             |
|        | A Catedral do Povo (Panel 9)                             | Gontran Guanaes Netto       | 1990           | Painel     | Óleo sobre compensado naval | 2 m x 13 m                                                        | Estação Corinthians-Itaquera                                                             |
|        | A Catedral do Povo (Panel 10)                            | Gontran Guanaes Netto       | 1990           | Painel     | Óleo sobre compensado naval | 2 m x 12 m                                                        | Estação Corinthians-Itaquera                                                             |